# Cattedrale di Segovia
La cattedrale dell'Assunzione di Maria Vergine e di san Frutos, e nota anche come "la dama delle cattedrali" per le sue dimensioni e la sua eleganza, è una cattedrale costruita nei secoli XVI e XVIII, in stile gotico con tratti rinascimentali. La poderosa torre campanaria è alta 88 metri.

## Caratteristiche

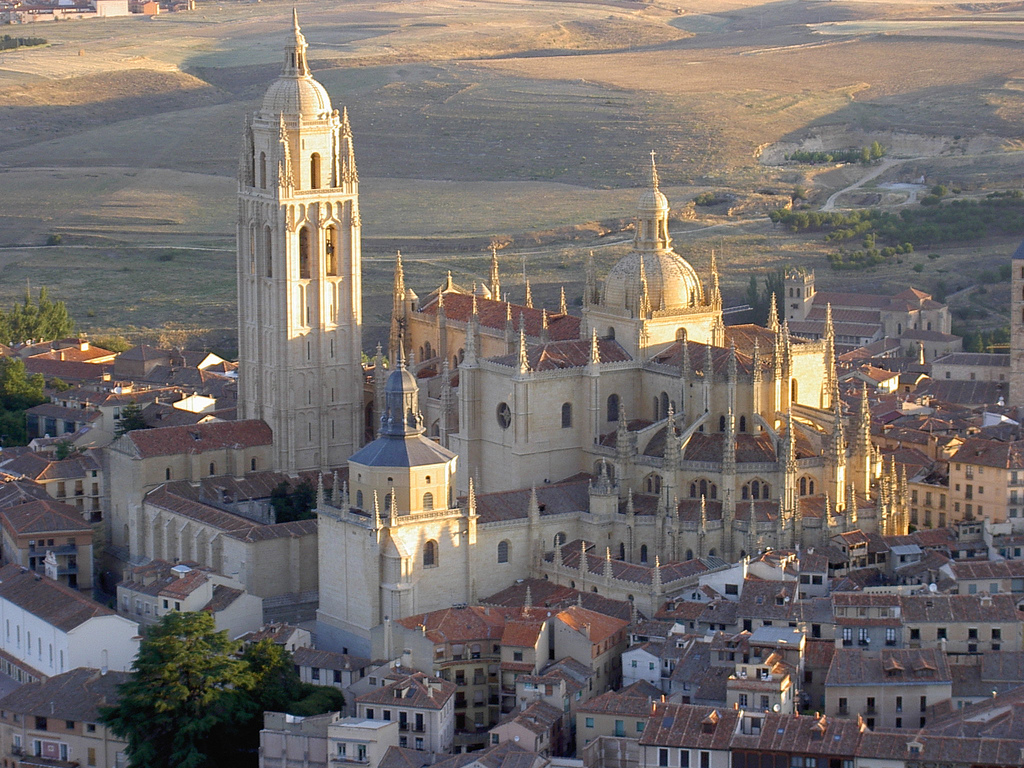
Veduta aerea dell'abside.

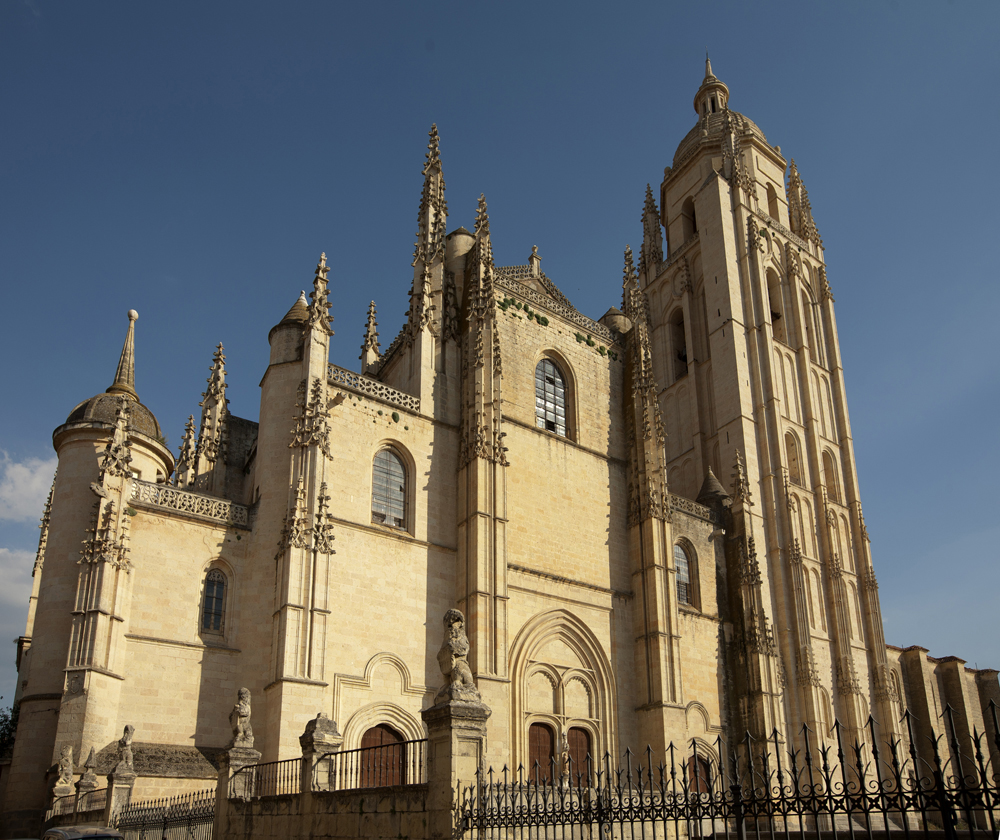
Veduta della facciata.

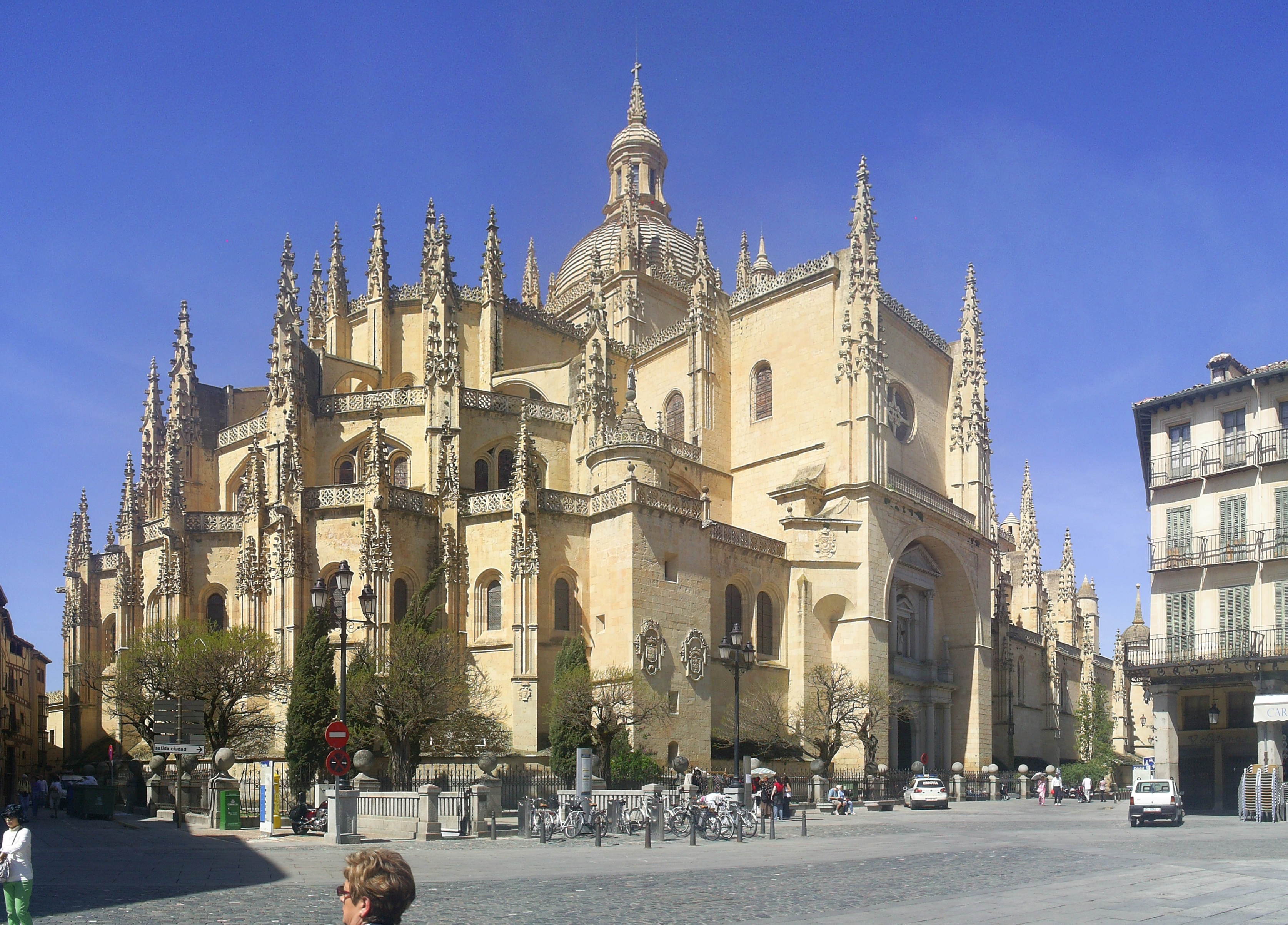
L'entrata absisdale.

La costruzione fu iniziata nel 1525 secondo il progetto di Juan Gil de Hontañón. Fu consacrata nel 1768. Demolita l'antica cattedrale di Santa Maria nel 1520 durante la guerra dei Comuneros, per la vicinanza all'Alcázar, il chiostro - opera di Juan Guas - e altri elementi furono recuperati e riutilizzati nel nuovo edificio. La pianta prevede tre navate e ambulacro.
Il transetto è coperto da una cupola progettata da Pedro de Brizuela nel XVII secolo. Fra le cappelle si distinguono quella del Santissimo Sacramento, con un magnifico retablo di José de Churriguera, e quella di sant'Andrea, con un impressionante trittico di scuola fiamminga di Ambrogio Benzone; e quella della Deposizione con uno straordinario Cristo deposto, di Gregorio Fernández.
L'altare maggiore, opera di Francesco Sabatini, è dedicato alla Regina della Pace. È adornato da statue dei santi segoviani San Frutto, san Geroteo, san Valentino e sant'Ingrazia. Il Coro conserva gli stalli gotici dell'antica cattedrale ed è fiancheggiato da due grandi organi barocchi, del secolo XVIII.
Il museo della cattedrale vanta notevoli opere artistiche di Pedro Berruguete, Juan de Juni, Alonso Sánchez Coello e Bernard van Orley.
La cattedrale di Segovia è una delle ultime cattedrali gotiche di Spagna e d'Europa, costruito nel XVI secolo (1525-1577), quando la maggior parte d'Europa ha dominato l'architettura della "rinascita". 
La cattedrale ha belle finestre con trafori fine e numerose vetrate di ottima qualità. L'interno ha una notevole unità di stile (tardo-gotico, barocco e neoclassico) ad eccezione della cupola costruita intorno al 1630. Le volte gotiche arrivano fino a 33 metri in altezza e misurano 50 metri di larghezza e 105 di lunghezza. La grande cupola è stata completata da Pedro de Brizuela nel XVII secolo. La guglia di pietra, attuale coronamento della torre, risale al 1614, fu eretta dopo un grande incendio causato da un temporale. La guglia originale gotica era costruita in mogano americano e aveva struttura piramidale, ed era la torre più alta in Spagna.

## Cappelle minori

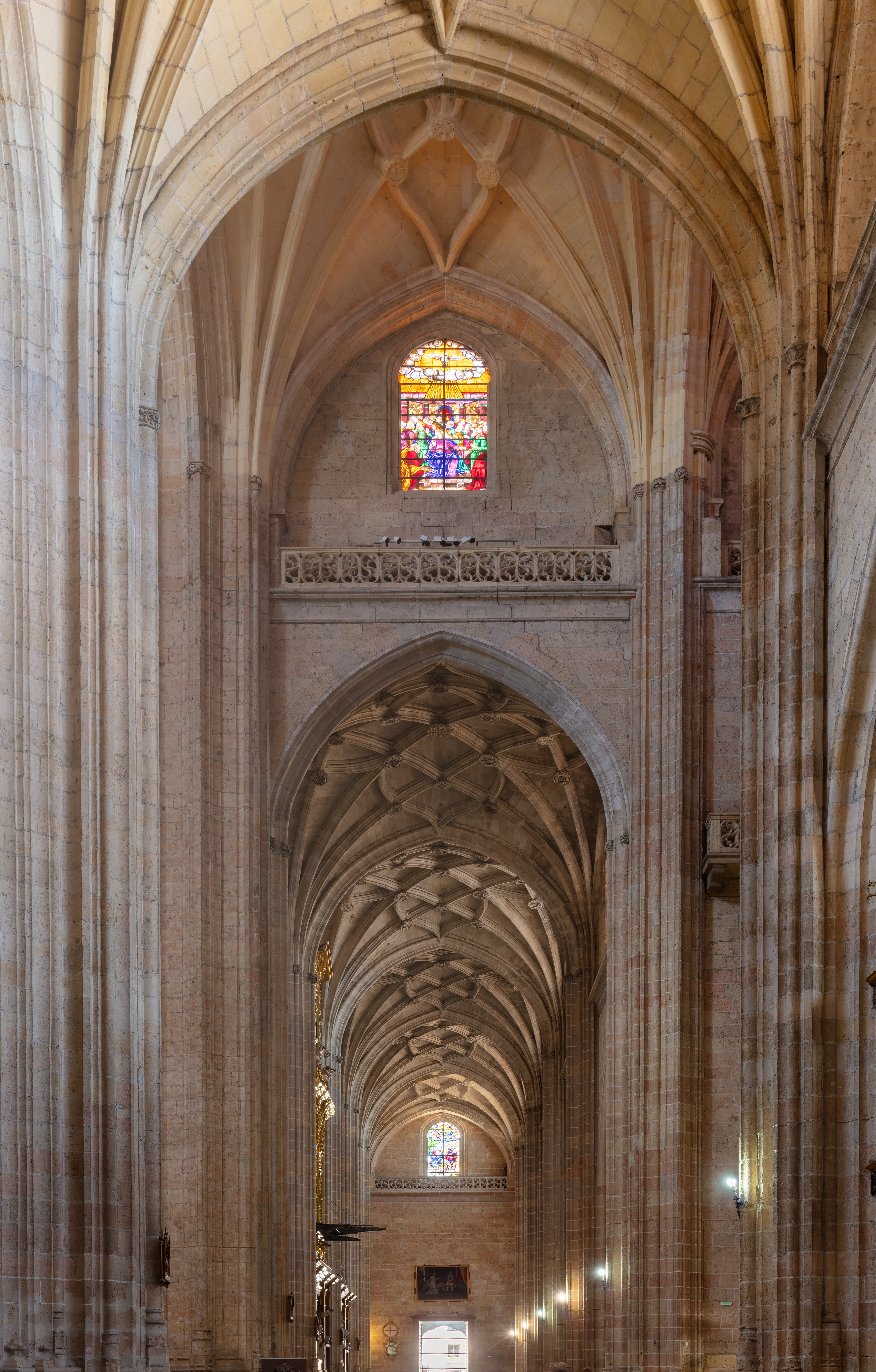
Veduta dell'interno.

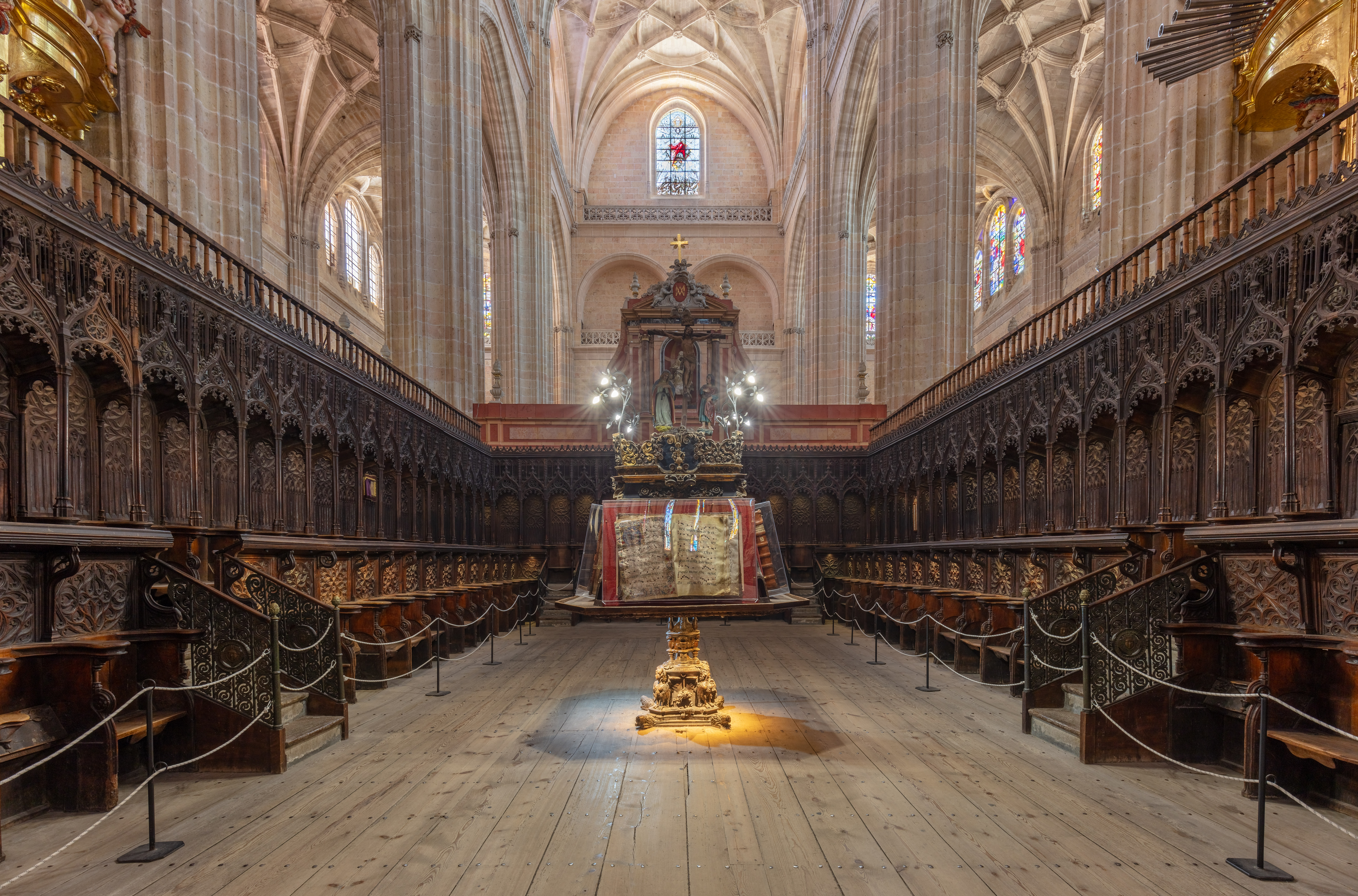
Il coro.

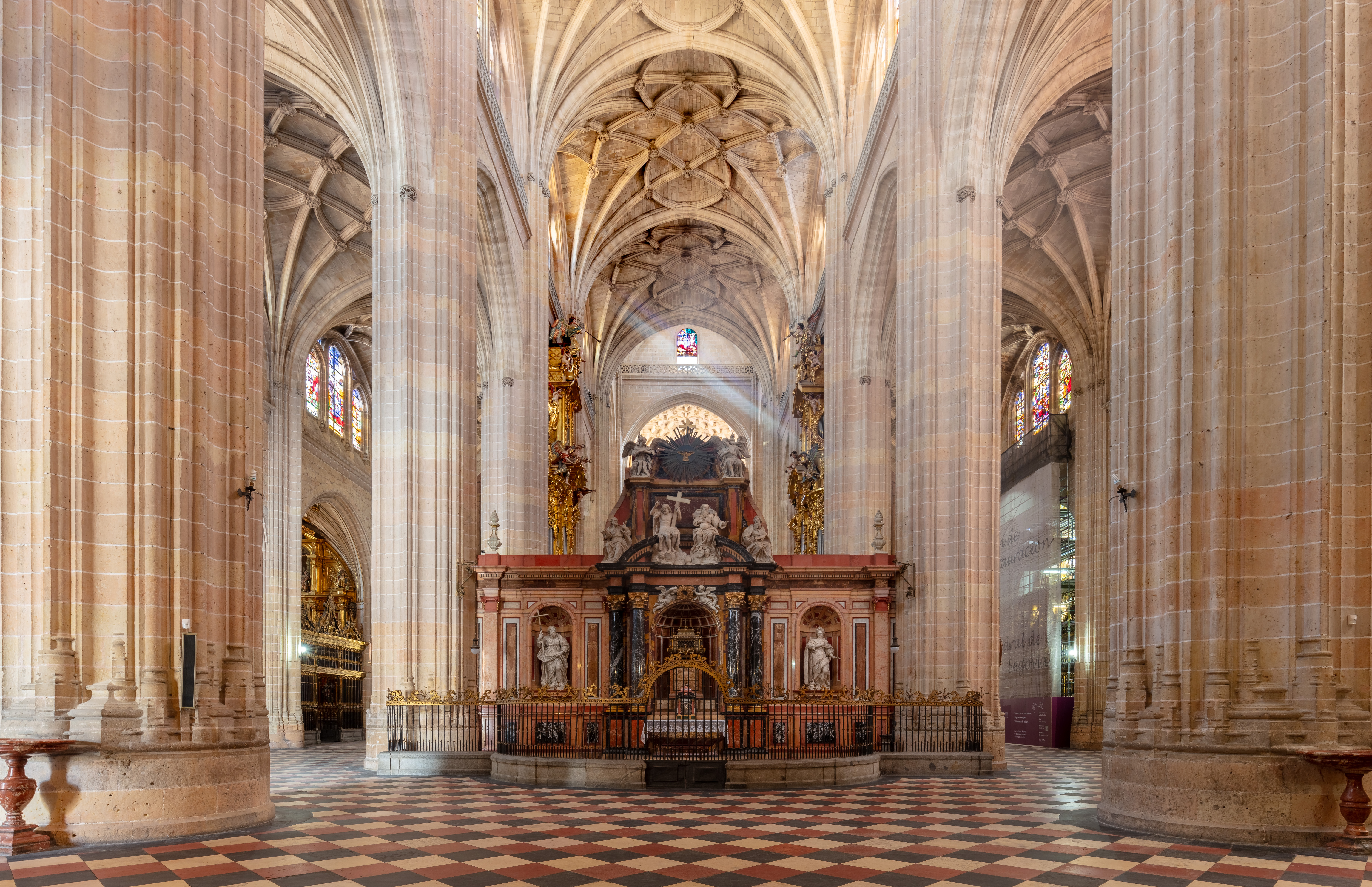
Il trascoro.

### Navata nord
- Cappella della Pietà
- Cappella di sant'Andrea apostolo
- Cappella dei santi Cosma e Damiano
- Cappella di san Gregorio
- Cappella dell'Immacolata Concezione

### Navata sud
- Cappella di san Biagio
- Cappella della Deposizione
- Cappella di santa Barbara
- Cappella di san Giacomo apostolo
- Cappella del Cristo della Consolazione